# Patrick Labyorteaux
Patrick Francis Labyorteaux (ur. 22 lipca 1965 w Los Angeles) – amerykański aktor.
Odtwórca roli Andrew „Andy’ego” Garveya w serialu NBC Domek na prerii (1977–1981).

## Życiorys
Urodził się w Los Angeles w Kalifornii nieznanym rodzicom biologicznym. W wieku dziewięciu miesięcy został adoptowany przez Frances Mae „Frankie” Labyorteaux (1927–2012), aktorkę używającą pseudonimu Frances Marshall, i Ronalda „Rona” Labyorteaux (1930–1992), agenta talentów. Wychowywał się ze starszym bratem Matthew Charlesem (ur. 1966) i siostrą Jane.
Karierę w show–biznesie rozpoczął jako trzylatek, występując w takich hollywoodzkich produkcjach, jak musical Gene’a Saksa Mame (1974) z Lucille Ball czy parodia westernu Mela Brooksa Płonące siodła (Blazing Saddles, 1974). W dramacie biograficznym ABC Młody Joe, zapomniany Kennedy (Young Joe, the Forgotten Kennedy, 1977) zagrał postać Teda Kennedy’ego u boku Petera Straussa. W serialu JAG (1995–2005) odtwarzał postać porucznika Buda Robertsa. Jest autorem scenariusza jednego z odcinków. Przed podjęciem pracy w serialu pisał teksty i występował w kabarecie Goundlings, a także był autorem scenariuszy filmowych, m.in. do Szalone wakacje (National Lampoon’s Last Resort, 1994).
Wspólnie z bratem, również aktorem Matthew Laborteaux, założył Fundację Pomocy Młodzieży, która ma na celu pomoc młodym uciekinierom.
3 października 1998 zawarł związek małżeński z Tiną Albanese, z którą ma syna Jeau Bennetta (ur. 11 lipca 2001).

## Filmografia

### Filmy
- 1974: Płonące siodła jako Henry
- 1977: Premiera jako aktor dziecięcy
- 1988: Śmiertelne zauroczenie jako Ram Sweeney
- 1991: Ghoulies w koledżu jako Mookey
- 2008: Jestem na tak jako Marv

### Seriale
- 1977: Starsky i Hutch jako Richie Yeager
- 1977–1981: Domek na prerii jako Andrew „Andy” Garvey
- 1979: Statek miłości jako Bobby Trymon
- 1981: Statek miłości jako Todd Andrews
- 1990: Paradise, znaczy raj jako Jerome
- 1995: Nowe przygody Supermana jako Bob Fences
- 1995–1998: Spider-Man jako Flash Thompson (głos)
- 1995–2005: JAG jako porucznik Bud Roberts Jr.
- 1999: Godzilla jako dr Hoffman
- 2003: Tak, kochanie jako porucznik Bud Roberts Jr.
- 2003, 2016–2018, 2022: Agenci NCIS jako Bud Roberts Jr.
- 2007: Bez śladu jako William Broeder
- 2008: Rączy Wildfire jako Derek Polk
- 2008: CSI: Kryminalne zagadki Las Vegas jako Bob Lenz
- 2009: Dexter jako kucharz (sklep z kanapkami)
- 2009: iCarly jako Wilson
- 2016: American Crime Story jako Mike Walker
- 2016: Castle jako Glen Hume
- 2016: Skandal jako Doug Morton